# Thalgo Australian Women's Hardcourts 2002
Thalgo Australian Women's Hardcourts 2002 — тенісний турнір, що проходив на відкритих кортах з твердим покриттям у Голд-Кост (Австралія). Належав до турнірів 3-ї категорії в рамках Туру WTA 2002. Тривав з 30 грудня 2001 до 5 січня 2002 року.

## Фінальна частина

### Одиночний розряд
Вінус Вільямс —  Жустін Енен 7–5, 6–2

### Парний розряд
Жустін Енен /  Меган Шонессі —  Оса Свенссон /  Міріам Ореманс 6–1, 7–6(7–6)